# Italia ai Giochi della XXVIII Olimpiade
L'Italia ai Giochi della XXVIII Olimpiade disputatisi ad Atene dal 13 al 29 agosto 2004, ha conquistato 32 medaglie, di cui 10 d'oro, chiudendo all'ottava posizione nel medagliere.
Gli atleti della delegazione italiana sono stati 373, 236 uomini e 137 donne. I portabandiera sono stati Jury Chechi alla cerimonia di apertura e Carmela Allucci a quella di chiusura.

## Medagliere

### Per disciplina
| Sport           | Oro | Argento | Bronzo | Totale |
| --------------- | --- | ------- | ------ | ------ |
| Scherma         | 3   | 3       | 1      | 7      |
| Atletica        | 2   | 0       | 1      | 3      |
| Tiro            | 1   | 2       | 0      | 3      |
| Ginnastica      | 1   | 1       | 1      | 3      |
| Ciclismo        | 1   | 0       | 0      | 1      |
| Tiro con l'arco | 1   | 0       | 0      | 1      |
| Pallanuoto      | 1   | 0       | 0      | 1      |
| Canoa           | 0   | 2       | 0      | 2      |
| Nuoto           | 0   | 1       | 1      | 2      |
| Pallacanestro   | 0   | 1       | 0      | 1      |
| Pallavolo       | 0   | 1       | 0      | 1      |
| Canottaggio     | 0   | 0       | 3      | 3      |
| Pugilato        | 0   | 0       | 1      | 1      |
| Judo            | 0   | 0       | 1      | 1      |
| Vela            | 0   | 0       | 1      | 1      |
| Calcio          | 0   | 0       | 1      | 1      |
| Totale          | 10  | 11      | 11     | 32     |

| Medaglie | Medaglie | Medaglie | Medaglie | Medaglie | Medaglie | Medaglie |
| -------- | -------- | -------- | -------- | -------- | -------- | -------- |
| Giorno   | Data     |          |          |          | Totale   |          |
| 1°       | 13       | —        | —        | —        | —        |          |
| 2°       | 14       | 2        | 0        | 0        | 2        |          |
| 3°       | 15       | 0        | 1        | 0        | 1        |          |
| 4°       | 16       | 0        | 1        | 1        | 2        |          |
| 5°       | 17       | 0        | 1        | 1        | 2        |          |
| 6°       | 18       | 1        | 1        | 0        | 2        |          |
| 7°       | 19       | 1        | 1        | 1        | 3        |          |
| 8°       | 20       | 1        | 1        | 0        | 2        |          |
| 9°       | 21       | 1        | 0        | 2        | 3        |          |
| 10°      | 22       | 1        | 0        | 2        | 3        |          |
| 11°      | 23       | 1        | 0        | 0        | 1        |          |
| 12°      | 24       | 0        | 0        | 0        | 0        |          |
| 13°      | 25       | 0        | 0        | 1        | 1        |          |
| 14°      | 26       | 1        | 0        | 0        | 1        |          |
| 15°      | 27       | 0        | 1        | 3        | 4        |          |
| 16°      | 28       | 0        | 3        | 0        | 3        |          |
| 17°      | 29       | 1        | 1        | 0        | 2        |          |
| Totale   | Totale   | 10       | 11       | 11       | 32       |          |

### Medaglie
| Medaglia | Nome | Sport                | Evento                        |
| -------- | --- | -------------------- | ----------------------------- |
| Oro      | Stefano Baldini | Atletica leggera     | Maratona                      |
| Oro      | Andrea Benelli | Tiro a volo          | Skeet                         |
| Oro      | Paolo Bettini | Ciclismo             | Corsa in linea maschile       |
| Oro      | Ivano Brugnetti | Atletica leggera     | 20km marcia                   |
| Oro      | Igor Cassina | Ginnastica artistica | Sbarra                        |
| Oro      | Marco Galiazzo | Tiro con l'arco      | Individuale maschile          |
| Oro      | Aldo Montano | Scherma              | Sciabola individuale          |
| Oro      | Valentina Vezzali | Scherma              | Fioretto individuale          |
| Oro      | Andrea Cassarà Salvatore Sanzo Simone Vanni | Scherma              | Fioretto a squadre            |
| Oro      | Italia | Pallanuoto           | Torneo femminile              |
| Argento  | Josefa Idem | Canoa/Kayak          | K1 500m                       |
| Argento  | Federica Pellegrini | Nuoto                | 200m stile libero             |
| Argento  | Giovanni Pellielo | Tiro a volo          | Fossa olimpica                |
| Argento  | Antonio Rossi Beniamino Bonomi | Canoa/Kayak          | K2 1000m                      |
| Argento  | Salvatore Sanzo | Scherma              | Fioretto individuale          |
| Argento  | Giovanna Trillini | Scherma              | Fioretto individuale          |
| Argento  | Valentina Turisini | Tiro a segno         | Fucile 50 metri - 3 posizioni |
| Argento  | Aldo Montano Giampiero Pastore Luigi Tarantino | Scherma              | Sciabola a squadre            |
| Argento  | Elisa Blanchi Fabrizia D'Ottavio Marinella Falca Daniela Masseroni Elisa Santoni Laura Vernizzi                                                                    | Ginnastica ritmica   | Concorso a squadre            |
| Argento  | Italia | Pallacanestro        | Torneo maschile               |
| Argento  | Matej Černič Alberto Cisolla Paolo Cozzi Alessandro Fei Andrea Giani Luigi Mastrangelo Samuele Papi Damiano Pippi Andrea Sartoretti Paolo Tofoli Valerio Vermiglio | Pallavolo            | Torneo maschile               |
| Bronzo   | Roberto Cammarelle | Pugilato             | Pesi supermassimi             |
| Bronzo   | Andrea Cassarà | Scherma              | Fioretto individuale          |
| Bronzo   | Jury Chechi | Ginnastica artistica | Anelli                        |
| Bronzo   | Giuseppe Gibilisco | Atletica leggera     | salto con l'asta              |
| Bronzo   | Lucia Morico | Judo                 | 78kg                          |
| Bronzo   | Emiliano Brembilla Simone Cercato Filippo Magnini Massimiliano Rosolino Federico Cappellazzo Matteo Pelliciari                                                     | Nuoto                | 4x200 stile libero            |
| Bronzo   | Rossano Galtarossa Alessio Sartori | Canottaggio          | 2 di coppia                   |
| Bronzo   | Catello Amarante I Salvatore Amitrano Lorenzo Bertini Bruno Mascarenhas                                                                                            | Canottaggio          | 4 senza pesi leggeri          |
| Bronzo   | Lorenzo Porzio Dario Dentale Luca Agamennoni Raffaello Leonardo | Canottaggio          | 4 senza                       |
| Bronzo   | Alessandra Sensini | Vela                 | Classe Mistral                |
| Bronzo   | Italia | Calcio               | Torneo maschile               |

## Risultati

### Atletica leggera

#### Uomini
Corse su pista, marcia e maratona
| Atleta                                                              | Evento            | Batteria | Batteria  | 2º turno | 2º turno  | Finale   | Finale    |
| Atleta                                                              | Evento            | Tempo    | Risultato | Tempo    | Risultato | Tempo    | Risultato |
| ------------------------------------------------------------------- | ----------------- | -------- | --------- | -------- | --------- | -------- | --------- |
| Simone Collio                                                       | 100 m             | 10"27    | Q         | 10"29    | eliminato |          |           |
| Marco Torrieri                                                      | 200 m             | 20"68    | Q         | 20"89    | eliminato |          |           |
| Andrew Howe                                                         | 200 m             | 20"55    | Q         | 21"17    | eliminato |          |           |
| Andrea Longo                                                        | 800 m             | 1'46"75  | Q         | 1'45"57  | eliminato |          |           |
| Marco Torrieri Simone Collio Massimiliano Donati Maurizio Checcucci | Staffetta 4×100 m | 38"79    | eliminati |          |           |          |           |
| Giuseppe Maffei                                                     | 3000 m siepi      | -        | ritirato  |          |           |          |           |
| Ivano Brugnetti                                                     | 20 km marcia      |          |           |          |           | 1:19'40" | Oro       |
| Marco Giungi                                                        | 20 km marcia      |          |           |          |           | 1:23'30" | 13°       |
| Alessandro Gandellini                                               | 20 km marcia      |          |           |          |           | -        | ritirato  |
| Giovanni De Benedictis                                              | 50 km marcia      |          |           |          |           | -        | ritirato  |
| Stefano Baldini                                                     | Maratona          |          |           |          |           | 2:10'55" | Oro       |
| Alberico Di Cecco                                                   | Maratona          |          |           |          |           | 2:14'34" | 9°        |
| Daniele Caimmi                                                      | Maratona          |          |           |          |           | 2:23'07" | 52°       |

Concorsi
| Atleta             | Evento              | Qualificazioni | Qualificazioni | Finale  | Finale    |
| Atleta             | Evento              | Misura         | Posizione      | Misura  | Posizione |
| ------------------ | ------------------- | -------------- | -------------- | ------- | --------- |
| Nicola Trentin     | Salto in lungo      | 7,86 m         | eliminato      |         |           |
| Fabrizio Donato    | Salto triplo        | 16,45 m        | eliminato      |         |           |
| Alessandro Talotti | Salto in alto       | 2,28 m         | Q              | 2,25 m  | 12°       |
| Nicola Ciotti      | Salto in alto       | 2,25 m         | eliminato      |         |           |
| Giuseppe Gibilisco | Salto con l'asta    | 5,70 m         | Q              | 5,85 m  | Bronzo    |
| Nicola Vizzoni     | Lancio del martello | 76,84 m        | Q              | 74,27 m | 10°       |
| Paolo Casarsa      | Decathlon           |                |                | 7704 p. | 28°       |

#### Donne
Corse su pista, marcia e maratona
| Atleta               | Evento         | Batteria | Batteria  | 2º turno | 2º turno  | Finale   | Finale    |
| Atleta               | Evento         | Tempo    | Risultato | Tempo    | Risultato | Tempo    | Risultato |
| -------------------- | -------------- | -------- | --------- | -------- | --------- | -------- | --------- |
| Monika Niederstätter | 400 m ostacoli | 55"57    | eliminata |          |           |          |           |
| Benedetta Ceccarelli | 400 m ostacoli | 56"28    | eliminata |          |           |          |           |
| Bruna Genovese       | Maratona       |          |           |          |           | 2:32'50" | 10ª       |
| Rosaria Console      | Maratona       |          |           |          |           | 2:35'56" | 16ª       |
| Elisa Rigaudo        | Marcia km 20   |          |           |          |           | 1:29'57" | 6ª        |
| Rossella Giordano    | Marcia km 20   |          |           |          |           | 1:30'39" | 11ª       |
| Elisabetta Perrone   | Marcia km 20   |          |           |          |           | 1:32'21" | 18ª       |

Concorsi
| Atleta            | Evento                 | Qualificazioni | Qualificazioni | Finale  | Finale    |
| Atleta            | Evento                 | Misura         | Posizione      | Misura  | Posizione |
| ----------------- | ---------------------- | -------------- | -------------- | ------- | --------- |
| Fiona May         | Salto in lungo         | 6,38 m         | eliminata      |         |           |
| Magdelín Martínez | Salto triplo           | 14,57 m        | Q              | 14,85 m | 7ª        |
| Simona La Mantia  | Salto triplo           | 14,39 m        | eliminata      |         |           |
| Claudia Coslovich | Lancio del giavellotto | 60,58 m        | eliminata      |         |           |
| Elisabetta Marin  | Lancio del giavellotto | 56,34 m        | eliminata      |         |           |
| Ester Balassini   | Lancio del martello    | 65,58 m        | eliminata      |         |           |
| Clarissa Claretti | Lancio del martello    | 65,06 m        | eliminata      |         |           |

### Calcio
Uomini
| Atleta | Classifica |                   |
| --- | --- | ----------------- |
| V · D · M Nazionale olimpica italiana · Calcio ai Giochi Olimpici Estivi 2004 1 Amelia · 2 Chiellini · 3 Moretti · 4 Ferrari · 5 Bonera · 6 De Rossi · 7 Pinzi · 8 Palombo · 9 Gilardino · 10 Pirlo · 11 Sculli · 12 Gasbarroni · 13 Barzagli · 14 Bovo · 15 Donadel · 16 Del Nero · 17 Mesto · 18 Pelizzoli · CT : Gentile | Bronzo |                   |
| Nazionale olimpica italiana · Calcio ai Giochi Olimpici Estivi 2004 | |                   |
| 1 Amelia · 2 Chiellini · 3 Moretti · 4 Ferrari · 5 Bonera · 6 De Rossi · 7 Pinzi · 8 Palombo · 9 Gilardino · 10 Pirlo · 11 Sculli · 12 Gasbarroni · 13 Barzagli · 14 Bovo · 15 Donadel · 16 Del Nero · 17 Mesto · 18 Pelizzoli · CT: Gentile                                                                                | 1 Amelia · 2 Chiellini · 3 Moretti · 4 Ferrari · 5 Bonera · 6 De Rossi · 7 Pinzi · 8 Palombo · 9 Gilardino · 10 Pirlo · 11 Sculli · 12 Gasbarroni · 13 Barzagli · 14 Bovo · 15 Donadel · 16 Del Nero · 17 Mesto · 18 Pelizzoli · CT: Gentile | Italia (bandiera) |

### Pallacanestro
Uomini
| Atleta | Classifica |
| --- | ---------- |
| V · D · M Nazionale italiana - Pallacanestro ai Giochi della XXVIII Olimpiade - Torneo maschile 4 Radulović · 5 Basile · 6 Galanda · 7 Soragna · 8 Marconato · 9 Pozzecco · 10 Righetti · 11 Rombaldoni · 12 Bulleri · 13 Mian · 14 Chiacig · 15 Garri · All. Carlo Recalcati | Argento    |
| Nazionale italiana - Pallacanestro ai Giochi della XXVIII Olimpiade - Torneo maschile |            |
| 4 Radulović · 5 Basile · 6 Galanda · 7 Soragna · 8 Marconato · 9 Pozzecco · 10 Righetti · 11 Rombaldoni · 12 Bulleri · 13 Mian · 14 Chiacig · 15 Garri · All. Carlo Recalcati                                                                                                 |            |

### Pallanuoto
- Uomini

| Atleta | Classifica |                   |
| --- | --- | ----------------- |
| V · D · M Nazionale maschile italiana di pallanuoto · Giochi olimpici - Atene 2004 1 Tempesti · 2 Postiglione · 3 Binchi · 4 Buonocore · 5 Gerini · 6 R. Calcaterra · 7 Fiorentini · 8 Angelini · 9 Felugo · 10 A. Calcaterra · 11 Rath · 12 Silipo · 13 Bencivenga · CT : Paolo De Crescenzo | 8° |                   |
| Nazionale maschile italiana di pallanuoto · Giochi olimpici - Atene 2004 | |                   |
| 1 Tempesti · 2 Postiglione · 3 Binchi · 4 Buonocore · 5 Gerini · 6 R. Calcaterra · 7 Fiorentini · 8 Angelini · 9 Felugo · 10 A. Calcaterra · 11 Rath · 12 Silipo · 13 Bencivenga · CT: Paolo De Crescenzo                                                                                     | 1 Tempesti · 2 Postiglione · 3 Binchi · 4 Buonocore · 5 Gerini · 6 R. Calcaterra · 7 Fiorentini · 8 Angelini · 9 Felugo · 10 A. Calcaterra · 11 Rath · 12 Silipo · 13 Bencivenga · CT: Paolo De Crescenzo | Italia (bandiera) |

- Donne

| Atleta | Classifica |                   |
| --- | --- | ----------------- |
| V · D · M Nazionale femminile italiana di pallanuoto · Giochi olimpici - Atene 2004 1 Conti · 2 Miceli · 3 Allucci · 4 Bosurgi · 5 Gigli · 6 Zanchi · 7 Di Mario · 8 Ragusa · 9 Malato · 10 Araujo · 11 Musumeci · 12 Grego · 13 Tóth · CT : Pierluigi Formiconi | Oro |                   |
| Nazionale femminile italiana di pallanuoto · Giochi olimpici - Atene 2004 | |                   |
| 1 Conti · 2 Miceli · 3 Allucci · 4 Bosurgi · 5 Gigli · 6 Zanchi · 7 Di Mario · 8 Ragusa · 9 Malato · 10 Araujo · 11 Musumeci · 12 Grego · 13 Tóth · CT: Pierluigi Formiconi                                                                                      | 1 Conti · 2 Miceli · 3 Allucci · 4 Bosurgi · 5 Gigli · 6 Zanchi · 7 Di Mario · 8 Ragusa · 9 Malato · 10 Araujo · 11 Musumeci · 12 Grego · 13 Tóth · CT: Pierluigi Formiconi | Italia (bandiera) |